# Real Orden del Rey Jorge Tupou I
La Real Orden del Rey Jorge Tupou I es una orden de caballería del Reino de Tonga.

## Historia
La Orden fue establecida entre 1876–1890 por el rey Jorge Tupou I como una recompensa general por los servicios meritorios al reino.

## Clases
El Orden consta de tres clases:
- Caballero Gran Cruz - (K.G.C.G.T.)
- Caballero Comendador - (K.C.G.T.)
- Comendador - (C.G.T.)